# Rote Liste der gefährdeten Pflanzen, Pilze und Tiere in Nordrhein-Westfalen
Die Rote Liste der gefährdeten Pflanzen, Pilze und Tiere in Nordrhein-Westfalen ist eine Rote Liste gefährdeter Arten für das Gebiet des Landes Nordrhein-Westfalen. Sie beruht auf Langzeitbeobachtungen der Bestandsentwicklung der Pflanzen-, Pilz- und Tierarten. Sie erschien bisher 1979, 1986, 1999 und 2011. An der vierten Auflage waren etwa 1000 Personen helfend beteiligt. Sie ist (Stand 2023) in 23 Artengruppen unterteilt.